# 歴史文化基本構想
歴史文化基本構想（れきしぶんかきほんこうそう）は、文化審議会文化財分科会企画調査会が2007年（平成19年）に提唱した、「社会の変化に応じた文化財の保護・活用に関する新たな方策」としての、総合的文化財保護とそれを活かしたまちづくりの手段を示したものである。

## 概要
文化審議会の報告書には、歴史文化基本構想とは「文化財を核として、地域全体を歴史・文化の観点からとらえ、各種施設を統合して歴史・文化を生かした地域づくりを行っていくための地方公共団体の計画」とある。
構想（計画）としては、
1. 歴史的関連性や地域的関連性などに基づく相互に関連のある有形無形の文化財を一定のまとまりとする「関連文化財群」を選定、
2. 関連文化財群と一体となって価値をなす周辺環境を含めた歴史文化保存活用区域の指定、
3. 文化財の保存・活用に関わる人材（ヘリテージマネージャー[5]）の育成や活用のための計画を練る。

ことを提言している。
関連文化財群に関しては2001年（平成13年）に文化財分科会企画調査会が「文化財の保存・活用の新たな展開－文化遺産を未来に生かすために－」の中で提案した、「文化財の類型の枠を超えて一定の関連性を持ちながら集まった総体」を発展させたものである。
具体的には自治体が地域に関連する歴史的建築物（不動産）や美術工芸品・文献資料（動産・可動文化財）などの有形と、民俗芸能など無形の文化財や景観を一体化してテーマやストーリーを与えた歴史文化保存活用区域の「保存活用（管理）計画」を策定、文化庁が審査指定することになっている。
また、関連施策との連携も推奨しており、博物館（特に郷土資料館のような地域密着型）との連携による文化財情報の発信などの社会教育分野、学校などとの連携による郷土愛形成や人材育成を目的とした学校教育・生涯学習分野、文化部門以外の役所との連携（縦割り行政の打破）による文化的環境を維持するための都市計画分野などを上げている。

## 展望
第2次安倍内閣が掲げる成長戦略（アベノミクス）「日本再興戦略」で「地域の文化財を観光資源として積極的に国内外へ発信し活用する」としており、地方創生ではまち・ひと・しごと創生本部の設立趣意に「地域がそれぞれの特徴を活かした自律的で持続的な社会を創生」とあり、平成26年9月29日の首相による所信表明演説でも観光立国として「それぞれの地域が、豊かな自然、文化や歴史など、特色ある観光資源を活用できるよう応援する」と表明。
こうしたことから、歴史文化基本構想を観光主体として運用する可能性がある。まち・ひと・しごと創生総合戦略や文化財活用・理解促進戦略プログラム2020では、構想の策定地域を日本遺産の認定地域と並べ、文化財を中核とする観光拠点の候補としても位置付けている。

## 課題

### 文化行政面
文化庁・文化財保護法による文化財行政は、伝統的建造物群保存地区と文化的景観を除き個体単体の文化財を対象としてきたことから、群体で捉えることに不慣れであるとされる。このため文化庁は、国土交通省・農林水産省が推進するまちづくり行政との連携を提示している。国土交通省所管の古都保存法や、文部科学省・国土交通省・農林水産省による共管法の地域における歴史的風致の維持及び向上に関する法律（通称「歴史まちづくり法」）といった立体空間を重視する文化政策を参考に模索している。特に歴史まちづくり法が指定する歴史的風致維持向上地区は、歴史文化保存活用区域制定の際の指針となりうる。
また、歴史文化活用保存区域では自治体による文化財保護条例の指定を受けていないものも関連文化財群に含め、周辺環境も取り込むことから、景観法・都市計画法・都市緑地法・自然公園法および条例に基づく都道府県立自然公園などとの相互補完が必要で、他にも以下の関連法律やそれに基づく事業の利用も望まれる。
- 地方拠点都市地域の整備及び産業業務施設の再配備の促進に関する法律の地方拠点都市文化推進事業[11]
- 中小企業による地域産業資源を活用した事業活動の促進に関する法律の地域資源活用促進事業（地域文化財･歴史的遺産活用事業）[12]
- 地域伝統芸能等を活用した行事の実施による観光及び特定地域商工業の振興に関する法律[13]
- エコツーリズム推進法
- 地域再生法[14]

### 観光・地方振興面
歴史文化基本構想を観光活用した場合に保護との両立がどこまで実現できるかが問われる。
観光促進事業としては、観光庁による観光圏や国際観光文化都市の整備のための財政上の措置等に関する法律に基づく国際観光文化都市など既存の観光行政との重複も懸念される。政府が推進するインバウンドを目的とした観光立国推進基本法やクールジャパンは既に始動しており、国家戦略特別区域の国際観光拠点には歴史文化基本構想モデル事業に選定された沖縄県が指定されている。
さらに経済産業省も歴史・自然・特産品などの観光資源を地域内で結びつけ「物語」を作り、観光振興を図る事業を2015年（平成27年）度から実施することを決め、「地域ストーリー作り研究会」を発足させた。
また、国土のグランドデザイン2050の「国の光を観せる観光立国の実現」、ふるさとづくり推進事業、「小さな拠点（ふるさと集落生活圏）」といった地域おこし政策との調整も求められる。

## 参考図書
- 歴史まちづくり法研究会(2009)『歴史まちづくり法ハンドブック』ぎょうせい
- 毛利和雄(2011)『世界遺産と地域再生－問われるまちづくり』新泉社
- 大河直躬 他(2006)『歴史的遺産の保存・活用とまちづくり』学芸出版社
- 藤木庸介(2010)『生きている文化遺産と観光－住民によるリビングヘリテージの継承』学芸出版社
- 笹本正治(2004)『地域おこしと文化財』ほおずき書籍
- 川上光彦(2013)『地方都市の再生戦略』学芸出版社